# Josef Eisenstecken

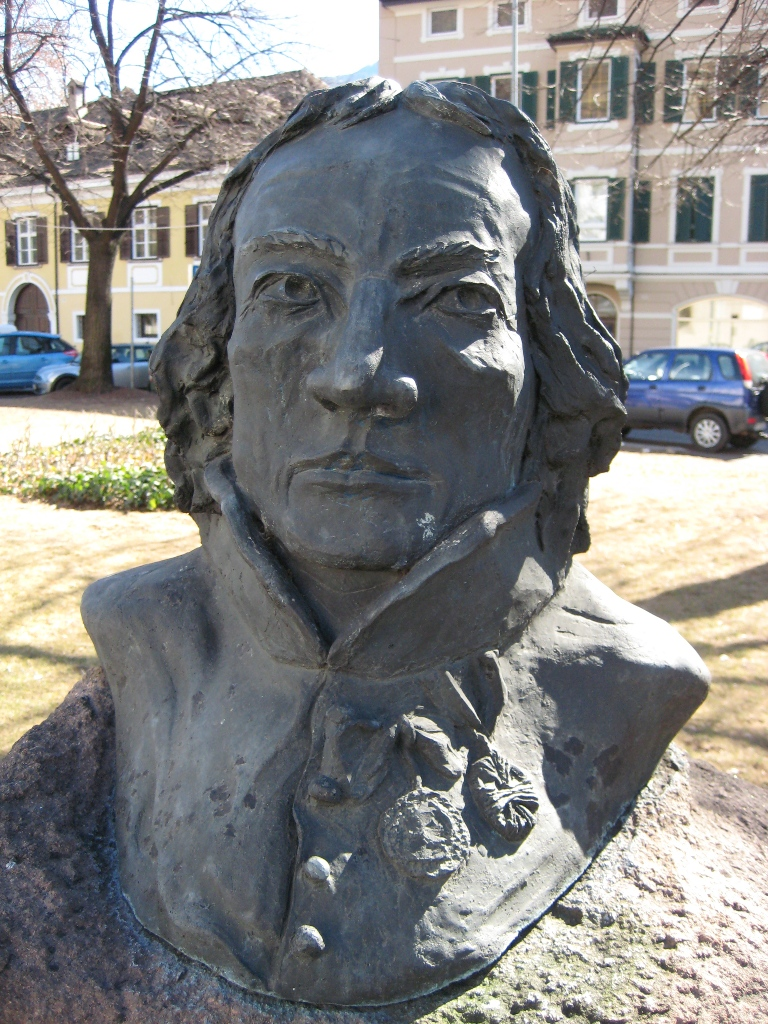
Büste am Denkmal von Major Josef Eisenstecken auf dem Grieser Platz

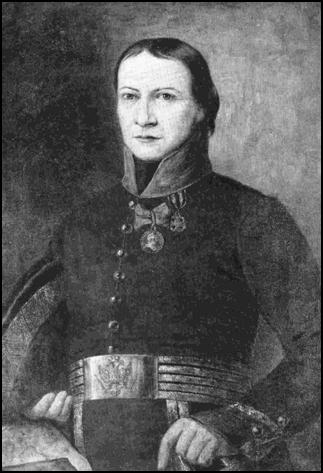
Major Josef Eisenstecken

Josef Eisenstecken (* 1. April 1779 in Matrei am Brenner; † 1. Mai 1827 in Gries bei Bozen) war ein Tiroler Freiheitskämpfer und k.k. Major.

## Leben
Eisenstecken stammte aus ärmlichen Verhältnissen. Er wuchs in Matrei auf, bis seine Familie 1790 nach Gries bei Bozen übersiedelte. Sein Vater war Binder und fand dort leicht Arbeit. Josef zog es bereits früh zum Militär: Schon als Siebzehnjähriger trat er als Freiwilliger in ein österreichisches Regiment ein und kam erstmalig 1797 im 1. Koalitionskrieg zum Einsatz.
1802 heiratete er eine Wirtstochter und übernahm im selben Jahr gemeinsam mit seiner Frau das Gasthaus „Badl“ in Gries. Fortan hieß er nach diesem einfach der „Badlwirt“.

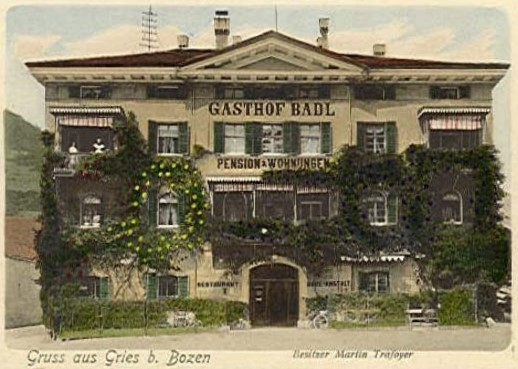
Der Gasthof Badlwirt in Gries-Bozen auf einer Ansichtskarte von ca. 1900

1805 ging Tirol im Zuge der Napoleonischen Kriege von Österreich an das neu errichtete Königreich Bayern über. Eisenstecken beteiligte sich 1809 an den Tiroler Freiheitskämpfen gegen die Bayern und deren französischen Schutzherren. Dabei stand er an vorderster Front und erwies sich als besonders tapfer und entschlossen. Auch der Oberkommandant der Tiroler, Andreas Hofer, hörte von seinen Taten und berief ihn an seine Seite. Eisenstecken hat wesentlich zum Sieg der Tiroler Schützen bei der Zweiten Schlacht am Bergisel (25. und 29. Mai 1809) beigetragen.

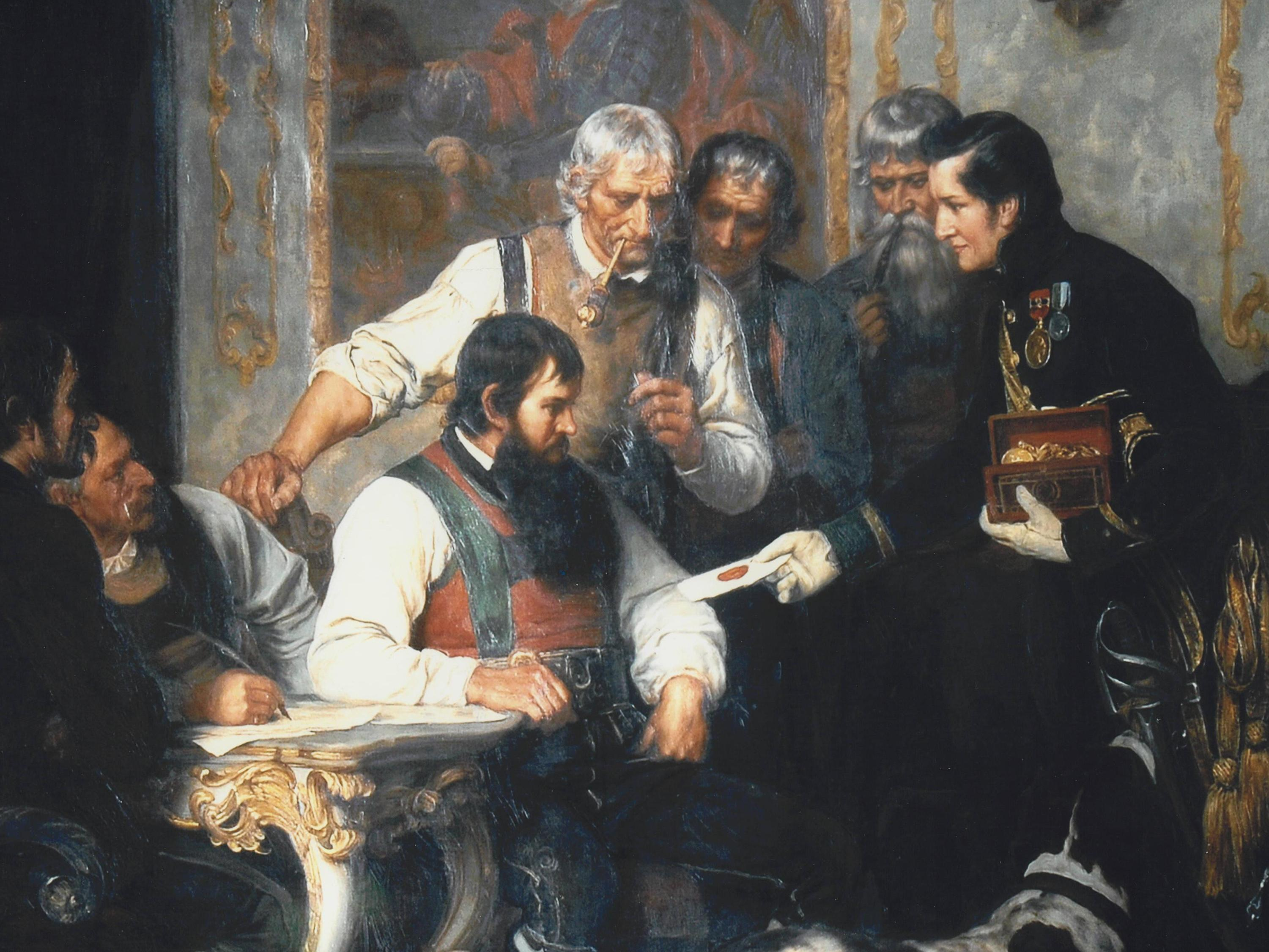
Major Eisenstecken übergibt Andreas Hofer in der Hofburg die kaiserliche Auszeichnung, die Große Goldene Zivil-Ehrenmedaille mit Kette und 3000 Dukaten. Kopie nach einem Gemälde von Franz Defregger, Ferdinandeum Innsbruck

Auch als kaiserlicher Kurier bewährte sich der junge „Badlwirt“ aus Gries. Im Herbst 1809 übertrug ihm Kaiser Franz I. die ebenso ehrenvolle wie gefährliche Aufgabe, einen sehr hohen Geldbetrag heimlich von Wien nach Tirol zu schmuggeln, um damit die Tiroler Aufständischen zu unterstützen und zudem Andreas Hofer ein Ehrengeschenk (eine große goldene Zivil-Ehrenmedaille mit dem Brustbild des Kaisers an einer Kette) zu bringen. Eisenstecken meisterte diese Aufgabe und brachte alles gut nach Innsbruck. Nach dem Frieden von Schönbrunn und der von den Franzosen ausgerufenen Generalamnestie legte Eisenstecken die Waffen nieder. 1810 erhielt er für seine Verdienste den Rang eines Majors der österreichischen Armee. Weiters wurde er für seine Verdienste mit der mittleren goldenen Zivil-Ehrenmedaille und dem Armeekreuz für 1813/14 ausgezeichnet, wobei sich diese Auszeichnungen auch auf den von ihm bekannten bildlichen Darstellungen wiederfinden.
Nach dem Krieg kehrte Eisenstecken nach Hause zurück und war also wieder Wirt im Grieser „Badl“. Er verstarb im Alter von achtundvierzig Jahren am 1. Mai 1827 und liegt am alten Grieser Friedhof begraben, wo noch heute sein Grabstein erhalten ist.
1885 wurde am Badl-Wirtshaus auf Initiative des Publizisten Josef C. Platter eine Marmortafel angebracht mit folgendem Wortlaut:
„Erinnerung an den k.k. Major Josef Eisenstecken, Tiroler Landsturm-Commandant und Freiheitskämpfer in drei Feldzügen, 1797, 1809 und 1813, welcher dieses Haus als sein Eigenthum bis zu seinem Tode am 1. Mai 1827 bewohnte“.
Im Herbst 1934 wurde das Gasthaus von der italienischen faschistischen Stadtverwaltung abgebrochen, weil man im Rahmen der vom Siegesdenkmal ausgehenden Neuordnung des Stadtraums einen neuen Platz schaffen wollte (IV.-November-Platz). Dabei wurde die Tafel von einigen Grieser Bauern in Sicherheit gebracht. Am 20. Februar 1989 wurde Eisenstecken zu Ehren am Grieser Platz ein Denkmal errichtet – eine Büste auf einem Porphyrstein, auf dem die Marmortafel angebracht wurde. Die Schützenkompanie Gries hat sich nach Josef Eisenstecken benannt.